# Tango (vũ điệu)
Tango (đọc là tăng-gô) là một thể loại khiêu vũ kết hợp âm nhạc có nguồn gốc từ khu ngoại ô Buenos Aires, Argentina và Montevideo, Uruguay, rồi truyền bá sang các nước khác trên thế giới sau đó. Điệu nhảy tango xuất phát từ những người nô lệ gốc Phi vào cuối thế kỷ 19. Ngày 30 tháng 9 năm 2009, nhạc tango được UNESCO đưa vào Danh sách đại diện Các di sản văn hóa phi vật thể của nhân loại, chứng nhận Argentina và Uruguay là nguồn phát xuất điệu nhảy đẹp và gợi cảm này.
Ban đầu, tango được biết đến là tango criollo, hoặc đơn giản chỉ là tango. Giờ đây, có rất nhiều phong cách nhảy tango, bao gồm tango Argentina, tango Uruguay, tango quốc tế, tango Phần Lan,... Mỗi loại phong cách tango có thể gần với phong cách gốc ở Argentina, hoặc cũng có thể được phát triển theo hướng riêng, phù hợp đặc điểm văn hóa - phong tục từng vùng.

## Lịch sử
Tango là một điệu nhảy có sự ảnh hưởng từ văn hóa Tây Ban Nha và châu Phi. Các điệu nhảy từ những buổi lễ tôn giáo của những người nô lệ gốc Phi đã góp phần hình thành nên điệu Tango hiện đại. Điệu nhảy bắt nguồn từ những khu bình dân ở thành phố Buenos Aires - Argentina. Âm nhạc của tango lại là một dẫn xuất tổng hợp từ muôn vàn thể loại âm nhạc châu Âu. Từ "tango" dường như lần đầu tiên được sử dụng vào những năm 1890. Ban đầu, nó chỉ như là một trong rất nhiều thể loại nhảy khác, nhưng tango đã sớm trở nên phổ biến rộng rãi trong cộng đồng, từ trong rạp hát cho đến trên đường phố, từ ngoại ô vào khu ổ chuột của tầng lớp lao động, nơi có hàng ngàn dân châu Âu nhập cư, đặc biệt là người dân Italia, Tây Ban Nha và Pháp.
Vào đầu thế kỷ 20, các vũ công và nhạc công từ Buenos Aires đã tới châu Âu, ở đó điệu tango châu Âu cuồng nhiệt đầu tiên đã diễn ra ở Paris, rồi sang đến Luân Đôn, Berlin và rất nhiều thủ đô khác. Cho đến cuối năm 1913, tango đã đến với thành phố New York, nước Mỹ và Phần Lan. Tại Mỹ, khoảng năm 1911, cái tên "Tango" thường được dùng cho các điệu nhảy một bước có nhịp 2/4 hoặc 4/4. Thuật ngữ này rất phổ biến và không hề có ý nhắc tới các bước nhảy tango thực sự (cho dù trong một vài trường hợp là có). Người ta đôi khi cũng chơi nhạc tango, nhưng lại ở tốc độ nhanh hơn. Thời này, điệu tango được coi là tango Bắc Mỹ (North American Tango) để đối lập với "Rio de la Plata Tango". Năm 1914, những thể loại tango gần với điệu nhảy gốc hơn được phát triển, đi cùng với nó là một vài biến thể như tango Albert Newman's "Minuet".
Tại Argentina, cuộc đại suy thoái năm 1929 và những hạn chế sau sự sụp đổ của chính phủ Hipólito Yrigoyen năm 1930 đã làm điệu tango trở nên suy tàn. Những giá trị của nó đã được bảo vệ và trở nên phổ biến rộng rãi hơn, là một trong những niềm tự hào của quốc gia dưới thời chính phủ Juan Perón. Tango lại suy tàn một lần nữa vào thập kỷ 1950 do suy thoái kinh tế và bởi chế độ quân sự độc tài đã ngăn cấm những cuộc tụ tập nơi công cộng, sau này nữa là do sự phổ biến của nhạc  Rock 'n Roll.
Năm 2009, điệu tango được UNESCO tuyên bố là một trong những di sản văn hóa phi vật thể của thế giói.

## Các phong cách Tango
Vũ điệu Tango có rất nhiều phong cách, được phát triển ở những vùng miền khác nhau của Argentina cũng như trên thế giới, đáp ứng các yêu tố văn hóa đa dạng, từ việc phục vụ đám đông cho đến trình diễn thời trang. Hầu hết các phong cách này đều được nhảy với tư thế "mở", nghĩa là luôn có khoảng cách giữa người "dẫn" và người "theo", hoặc tư thế "đóng", nghĩa là người dẫn và người theo kết nối với nhau từ rất gần (ngực - ngực) (tango Argentina) cho đến xa hơn một chút  (phần trên của bắp dùi, hông) như tango Mỹ và tango quốc tế.

### Tango cổ điển
Những điệu nhảy và điệu nhạc tango đầu tiên được gọi là tango criollo hay đơn giản là tango. Ngày nay, có nhiều phương pháp nhảy bao gồm cả tango Argentina, tango Uruguay và tango cổ điển. Tango Argentina được xem là gần với điệu nhảy ban đầu tại Argentina và Uruguay hơn, dù không có bằng chứng về dạng ban đầu của điệu nhảy còn tồn tại.

### Tango quốc tế
Tango là một trong những điệu nhảy cơ bản của khiêu vũ quốc tế. Kiểu nhảy tango hiện đại này được phát triển ở Anh trước Chiến tranh thế giới lần thứ hai,phần nhiều là từ công sức của Monsieur Pierre - một vũ công người Pháp sống tại Luân Đôn.
Điệu Tango được sử dụng thường xuyên trong các cuộc thi khiêu vũ quốc tế.

## Hình ảnh

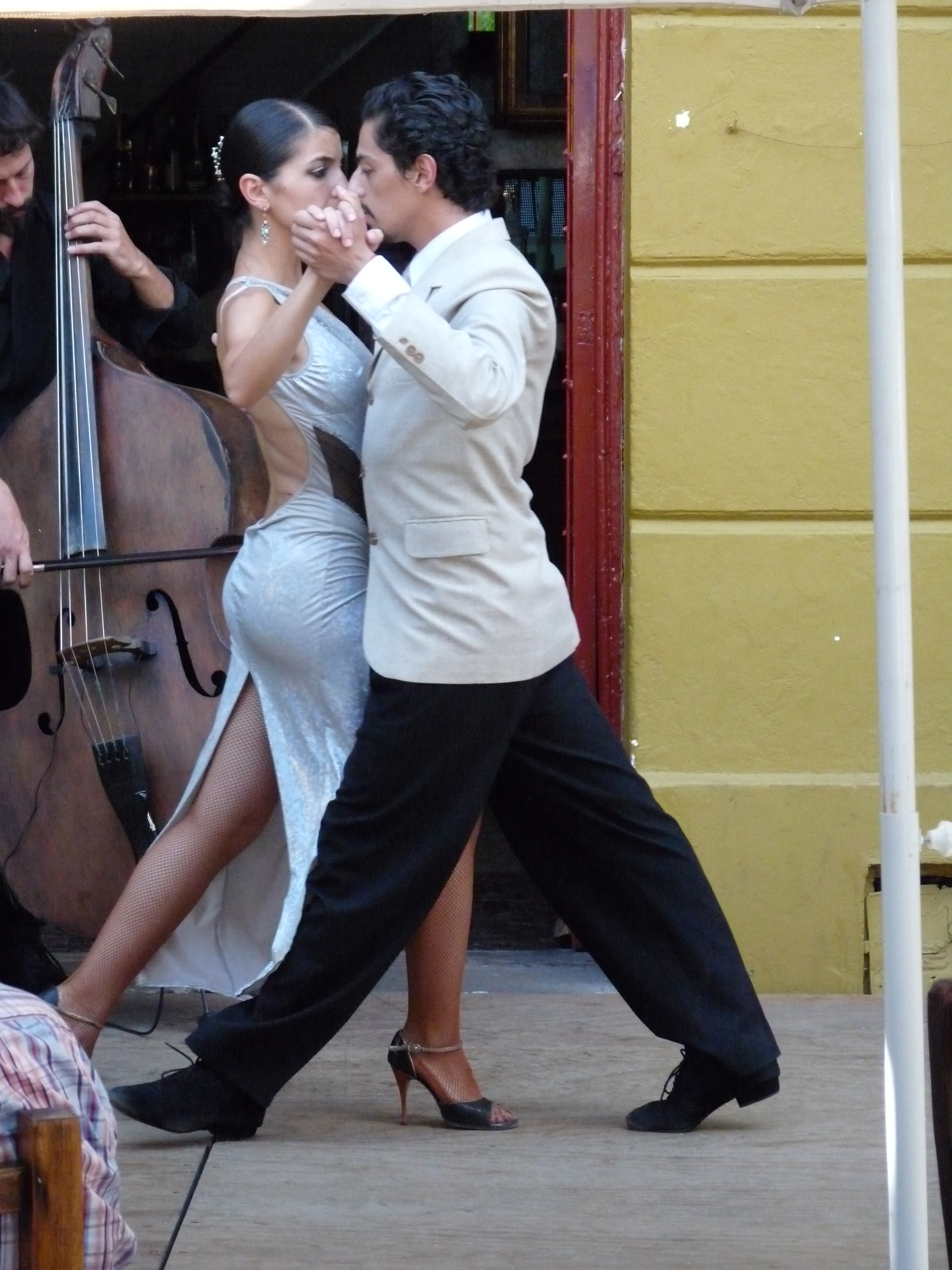
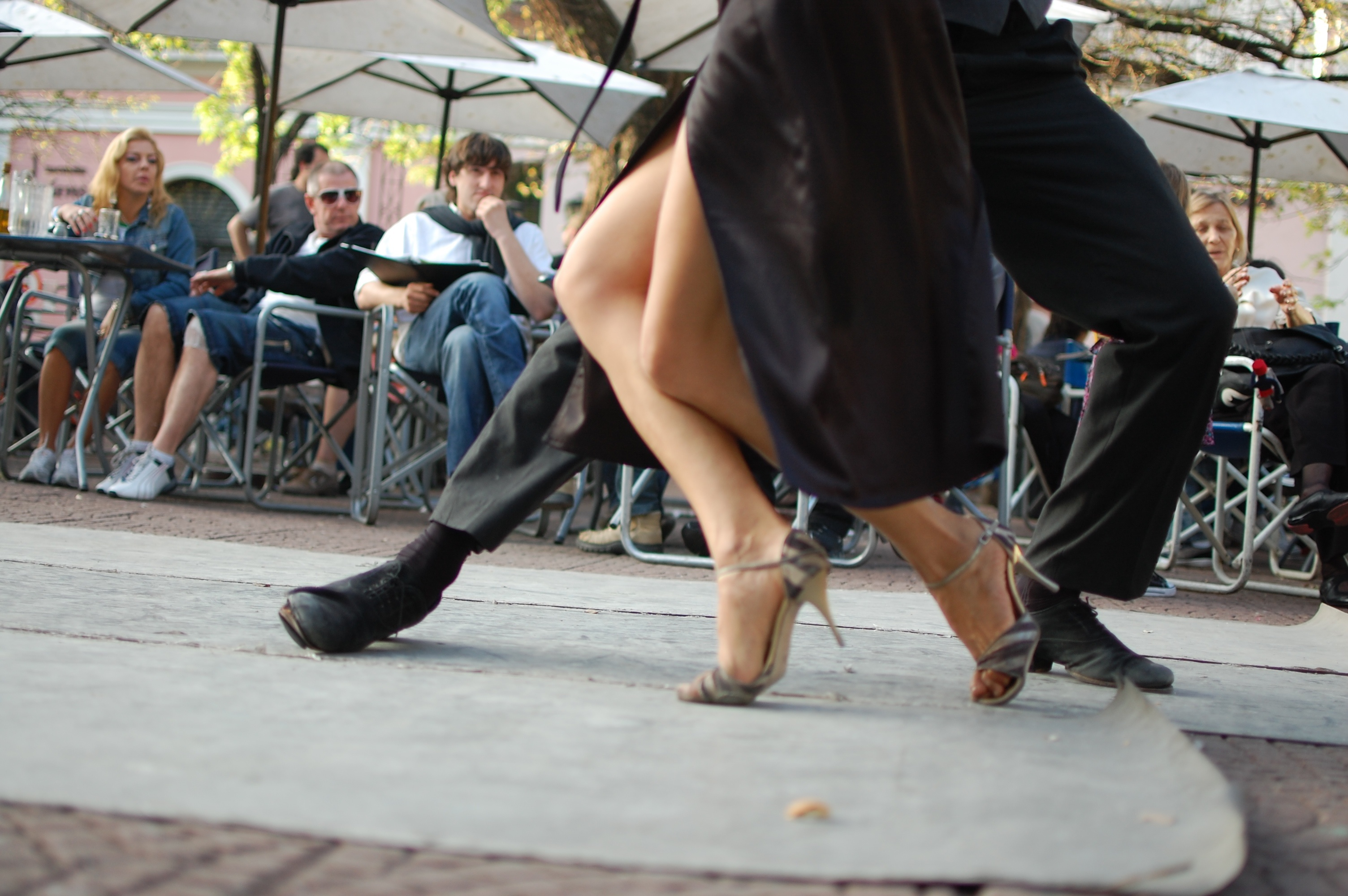